# Госларский дворец
Госларский дворец (нем. Kaiserpfalz Goslar) — императорский пфальц у подножия горы Раммельсберг на юге города Гослар, в земле Нижняя Саксония, Германия. В прежние времена в комплексе находилась резиденция императора Священной Римской империи, городской собор, капелла Святого Ульриха и церковь. Общие размеры комплекса составляют около 340 метров в длину и 180 метров в ширину. По этим показателям он являлся одним из крупнейших светских сооружений Средних веков. В Германии Гослар считается наиболее хорошо сохранившимся дворцом XI века. Здесь проводили достаточно много времени императоры Салической династии. Архитектурный ансамбль комплекса был настолько впечатляющим для своего времени, что известный летописец Ламберт Герсфельдский называл дворец «самой знаменитой королевской резиденцией в империи». Дворец вместе со старым центром города Гослар и бывшей шахтой Раммельсберг признан в 1992 году объектом Всемирного наследия ЮНЕСКО.

## Общие сведения

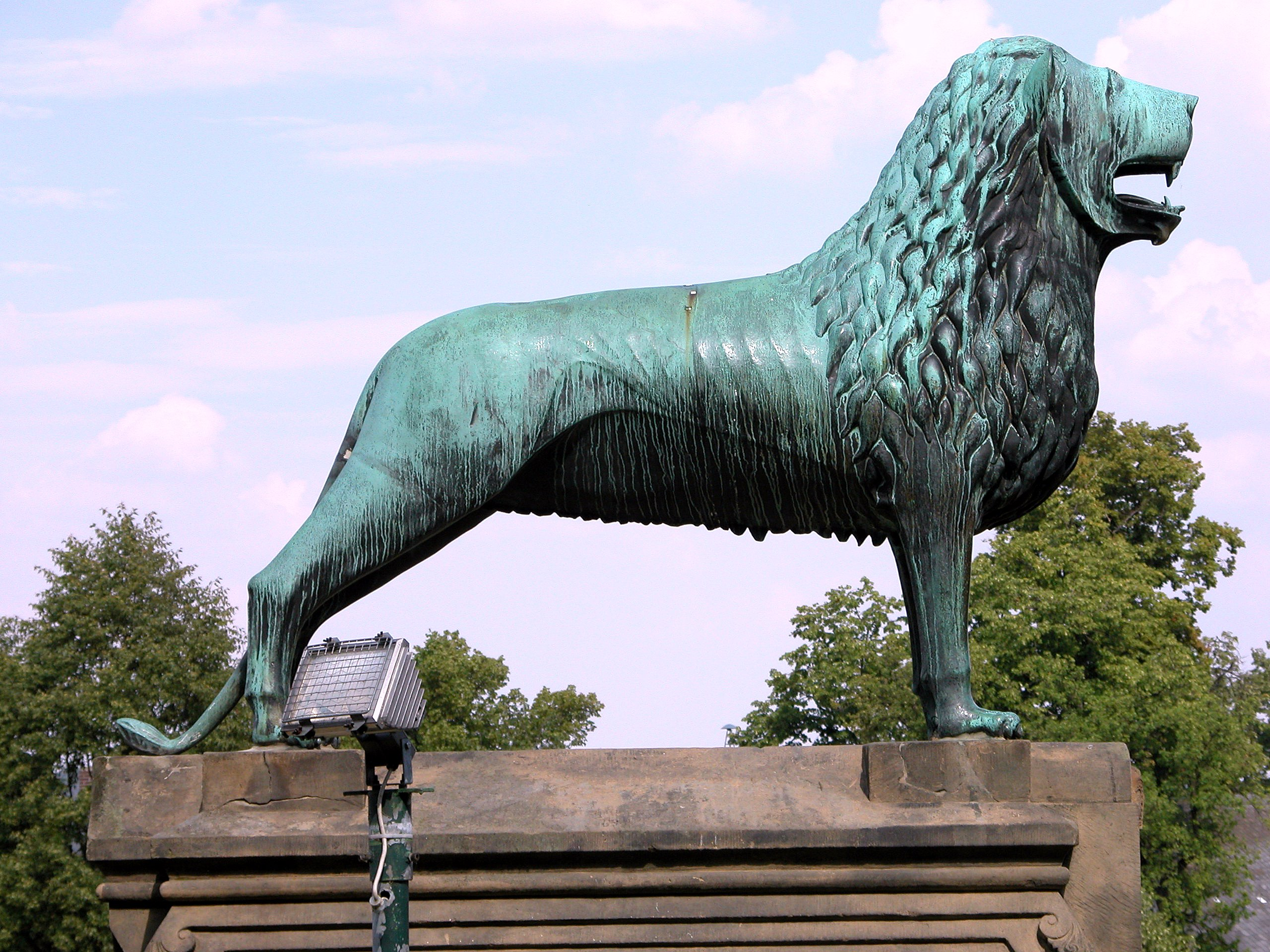
Фигура Брауншвейгского льва

Комплекс расположен к югу от центра города Гослар. Центральное здание находится на возвышенности и вытянуто с севера на юг. В северной части к дворцу под прямым углом примыкала церковь Богородицы, отделённая небольшим двориком. Но к настоящему времени от неё ничего не осталось. Бывший фундамент церкви находится под дорогой, ведущей к императорской резиденции. В южной части комплекса, сегодня соединённой с императорским домом аркадой XIX века, находится капелла. С восточной стороны, непосредственно напротив дворца, находилась церковь Св. Симона и Иуды, от которjq сохранилось только северное крыльцо. Ранее вокруг располагались многочисленные жилые и хозяйственные постройки, дома министериалов и членов свиты, а также конюшни и кладовые. В Средние века весь этот район был обнесен кольцевой стеной.
Близлежащие императорские резиденции находились в Далуме (не сохранилась) и Верле (остались руины).

## История

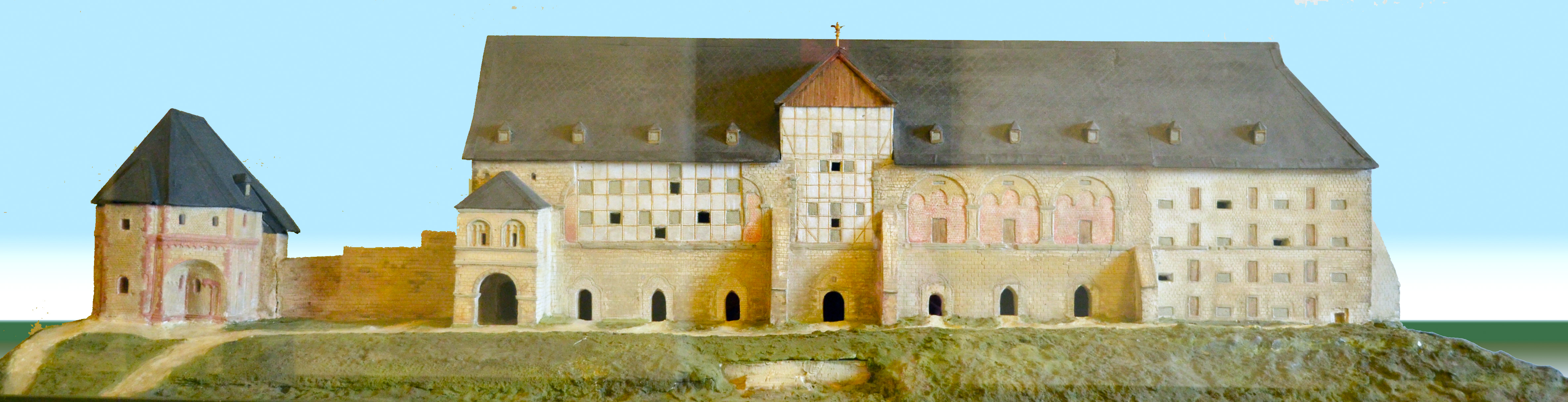
Макет дворца эпохи Средневековья

### Ранний период
Вероятно, до строительства императорского дворца здесь существовал небольшой королевский охотничий замок. Об этом упоминал Адам Бременский. Первую резиденцию в Госларе в 1005 году велел построить император Генрих II. Это произошло после того, как в рудниках Раммельсберга обнаружились богатые залежи серебра и меди. Монарх стал получать стабильный доход и решил поселиться поближе к источнику богатства. Следствием строительства дворца в Госларе стал быстрый упадок резиденции в Верла. В 1030-х годах Конрад II начал расширять комплекс. В частности, началось строительство собора. В правление Генриха III комплекс получил завершённый вид. В 1048 году он назначил одного из самых важных мастеров-строителей своего времени, впоследствии епископа Оснабрюка, Бенно II, наместником в Госларе. Под его руководством в первой половине 1050-х годов были завершены строительные работы во дворце и вокруг него.
Дворец в Госларе — один из пяти комплексов в современной Нижней Саксонии. Остальные — Далум, Верла, Грона (не сохранился) и Пёльде (не сохранился). Госларская резиденция была одной из самых главных. В частности именно здесь случались многие важные исторические события. Например:
- 11 ноября 1050 года в Госларе родился будущий император Генрих IV.
- В конце лета 1056 года папа Виктор II несколько недель гостил у Генриха III в императорском дворце. Понтифик также присутствовал при его смерти в Бодфельде-ам-Гарце, а затем помог захватить власть вдове Генриха III, императрице Агнесе де Пуатье.
- В Пятидесятницу 1063 года в соборе вспыхнул кровавый конфликт во время «Госларского диспута о рангах[нем.]». Свидетелем схватки оказался молодой Генрих IV. Между епископом Хезило Хильдесхеймским[нем.] и аббатом Видерадом Фульдским начался спор по поводу старшинства по отношению друг к другу, закончившийся кровавой бойней.
- Летом 1073 года Генриху IV пришлось бежать из императорского дворца в соседний Гарцбург[нем.] из-за начавшегося мятежа саксов.
- На Рождество 1075 года Генрих IV получил письмо от папы Григория VII в Госларе с угрозой отлучения от церкви. Вскоре начался спор об инвеституре.
- В 1081 году Герман фон Зальм, конкурент в Генриха IV в борьбе за трон (антикороль Германии), был коронован и помазан на царство во дворце.
- С 1152 по 1188 год дворец стал предметом спора между императором Фридрихом I и герцогом Генрихом Львом.
- В июле 1219 года Фридрих II провёл во дворце императорский сейм. Монарху были вручены знаки имперской власти (имперские клейноды). Позднее Оттон IV перенёс их на хранение в Гарцбург.

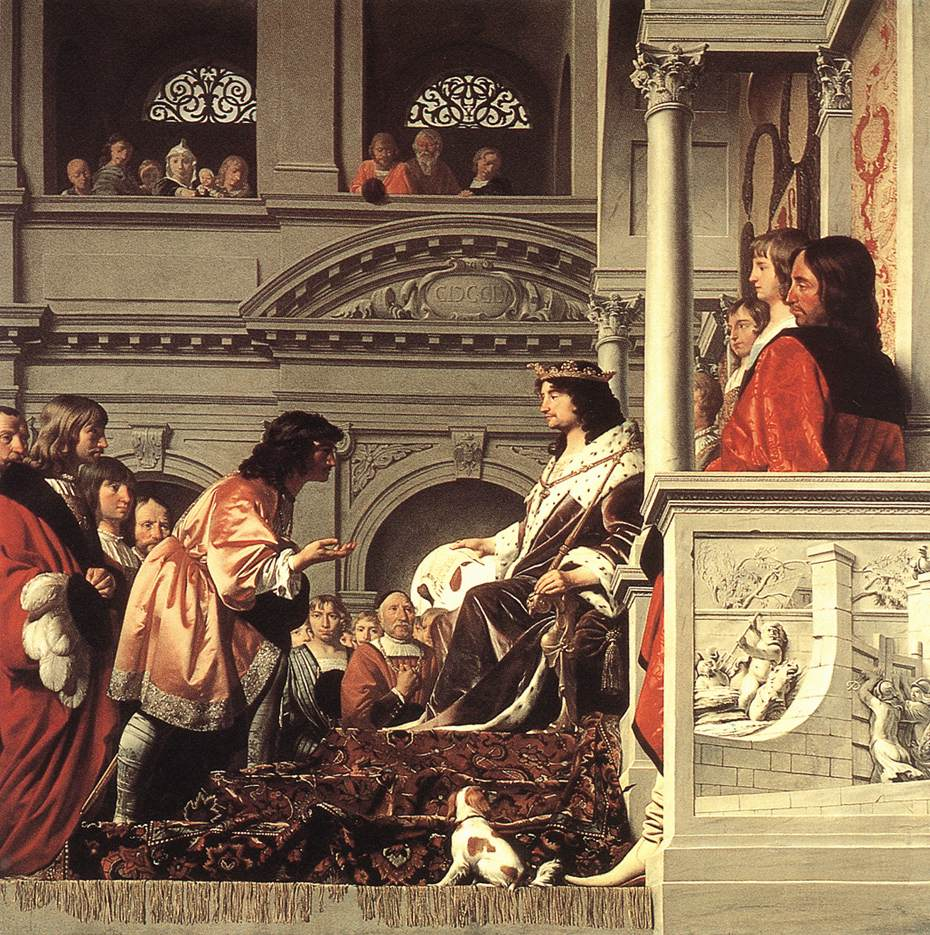
Антикороль Вильгельм II, последний обитатель дворца

### Упадок и разрушение
В 1253 году антикороль Вильгельм II стал последним проживавшим во дворце монархом. После этого на долгие годы комплекс утратил прежний статус и оказался практически необитаемым. В 1289 году сильный пожар уничтожил многие постройки. От некоторых зданий остались только фундаменты. В следующем году весь комплекс перешёл в собственность госларского магистрата. Некоторое время бывший дворец служил местом проведения судебных заседаний. Причём здесь разбирались не только городские споры, но и тяжбы Нижнесаксонского округа. Часть построек использовалась в качестве складских помещений. Например, оба зала с покоями, где раньше проживала императорская семья превратились в зернохранилища. Капелла с 1575 года стала использоваться как тюрьма (что, однако, значительно способствовало её сохранению).
В 1672 году рухнули башни собора Богородицы. Остальная часть церкви в 1722 году была превращена в склад стройматериалов. Каменные блоки распродавались под городскую застройку. В 1802 году от прежнего собора остались только руины. Остатки сооружения 19 июля 1819 года продали за 1504 талера. Сохранился только фрагмент северной пристройки, который сегодня даёт небольшое представление о прежних размерах собора.

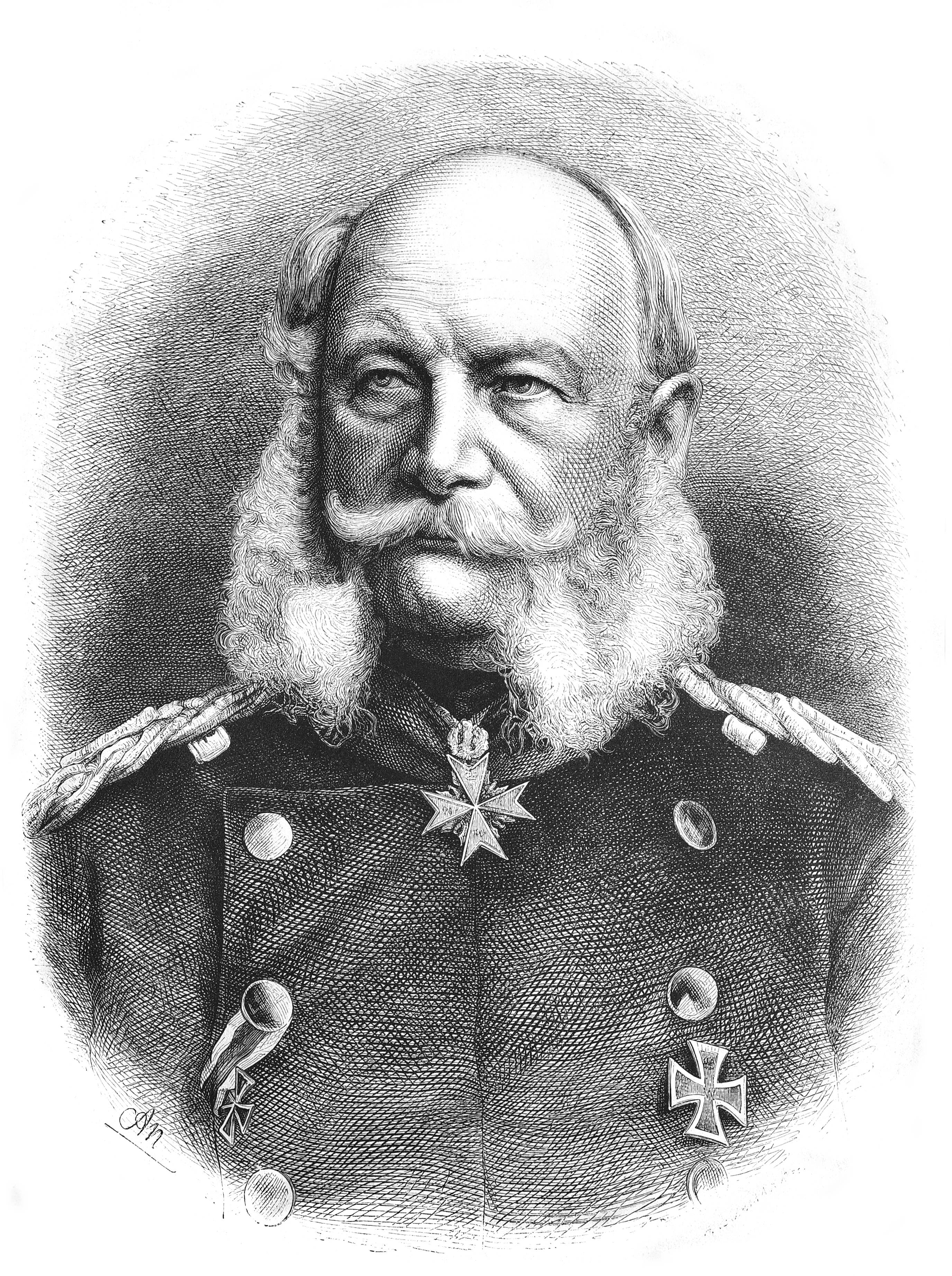
Кайзер Вильгельм I в 1877 году

### Восстановление
В 1865 году рухнули обветшавшие стены Императорского дворца. Власти Гослара обсуждали вариант полного сноса всех средневековых построек на месте комплекса. Однако прусская королевская комиссия рекомендовала восстановить здание дворца. Масштабные реставрационные работы начались 14 августа 1868 года. 15 августа 1875 года строительную площадку посетил кайзер Вильгельм I. Это событие помогло придать процессу восстановления статус дела общегерманской важности. В 1879 году реставрация дворца была закончена. Сегодня иногда итоги восстановления рассматривают скептичеки, поскольку проект здания вышел за рамки реставрации в современном понимании. Прежняя средневековая резиденция обрела черты роскошного дворца более поздних эпох. В частности строители добавили аркаду, лестничный пролёт перед восточным фасадом, установили фигуры Брауншвейгских львов и две конные статуи: императора Фридриха Барбароссы и кайзера Вильгельма I. Последняя появилась в 1901 году с надписью «Вильгельм Великий», без какой-либо исторической привязки. Кроме того, оконные проёмы в нижнем этаже совершенно не соответствуют средневековой стилистике. Внутри здания появились монументальные исторические картины, созданные Германом Вислиценусом между 1879 и 1897 годами. Это свидетельствовало о национальном подъеме XIX века, но не имеет отношения к старинным интерьерам.
В 1913 и 1922 годах в районе бывшего дворцового комплекса проводились археологические раскопки под руководством Уво Хёльшера. Именно благодаря этому удалось обнаружить остатки фундамента собора Богоматери.

## Описание

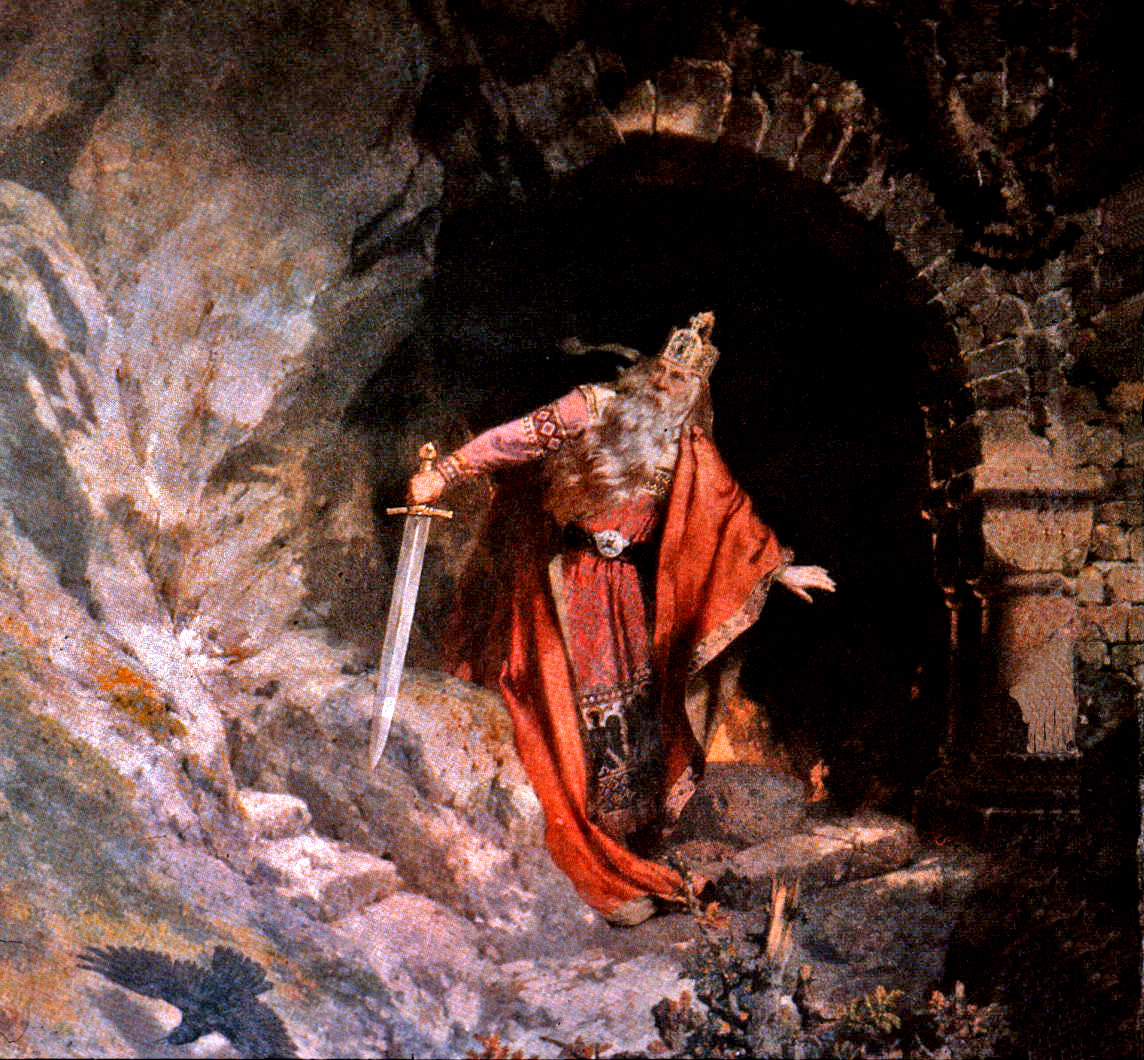
Герман Вислиценус, Проснувшийся Барбаросса (1880 г.).

### Дворец
Имея длину фасада 54 метра и ширину здания 18 метров, дворец являлся крупнейшим светским сооружением своего времени. Центром резиденции было двухэтажное здание, в котором располагались два зала (один над другим) длиной 47 метров и шириной 15 метров. Балки перекрытий каждого из них поддерживались рядом колонн, возведённых по центру. Верхний зал называется «Летним». Здесь вершился королевский суд. Нижний зал назывался «Зимний». В нём было предусмотрено отопление тёплым воздухом. Аналогичная система уже имелась в Тилледе, Верле, замке Лихтенберг в Зальцгиттере, в старой ратуше в Геттингене и в других подобных зданиях. Однако это воздушное отопление нельзя сравнивать с римским гипокаустом, в котором дом прогревался тёплым полом. В Госларе была иная система. В западной части здания стояли две большие печи, в которых сжигались дрова. После того, как дым и искры максимально рассеялись, непроницаемый барьер снимали и теплый воздух по воздуховоду поступал в зал.
С северной стороны к залам пристроили двухэтажный жилой дом. Верхний этаж, вероятно, предназначался для императорской семьи. Он предлагал прямой доступ как в верхний зал, так и, вероятно, через галерею, в соседнюю церковь Богоматери. В начале XII века при Генрихе V дворец реконструировали. Для монарха в южной части здания построили дополнительные покои, почти идентичные старым. В 1132 году дворец стал разрушаться, но его быстро отремонтировали.

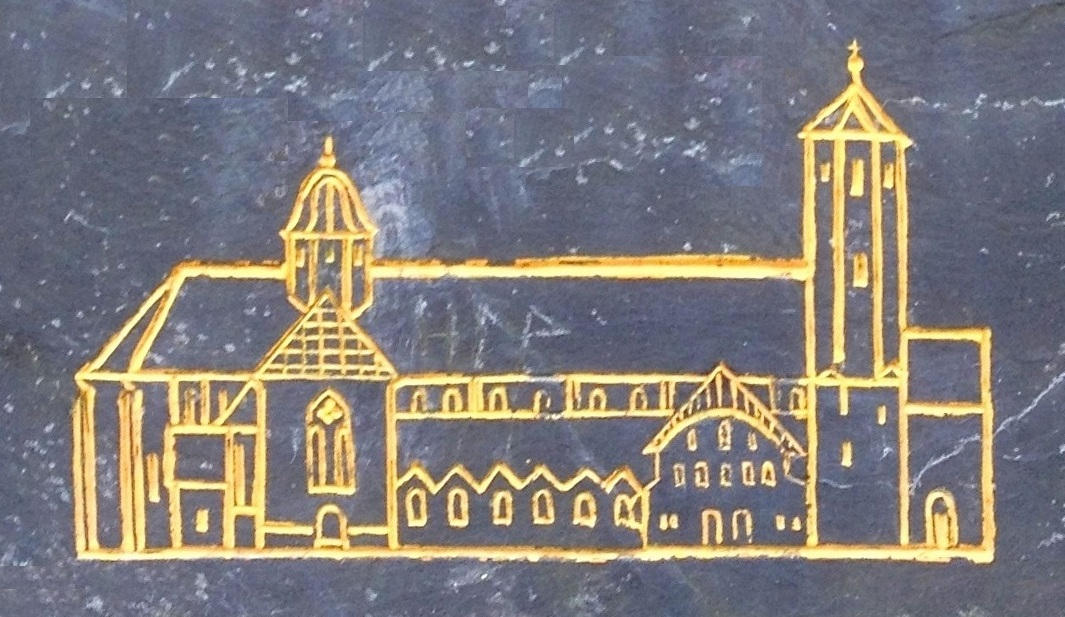
Изображение бывшего собора

### Бывший собор
Рядом с дворцом был построен собор. Он включал трехнефную базилику, тремя апсиды, а также две восьмиугольные башни с колокольней, построенной посередение. Под алтарём находился крипта. Церковь была освящена 2 июля 1051 года архиепископом Кёльнским Германом II. В то время базилика была самым большим романским церковным сооружением на правом берегу Рейна и стала образцом для многочисленных религиозных построек в северной Германии, например Брауншвейгского собора. Из монастыря, организованного при соборе, вышли несколько известных церковных сановников империи.
Около 1150 года у северного портала собора возвели вестибюль. Это единственная часть храма, который сохранился до наших дней. Фасад крыльца украшен двумя рядами ниш с оригинально раскрашенными лепными скульптурами. В верхнем ряду изображена Мария с младенцем Иисусом, окруженная с обеих сторон подсвечниками и ангелами. При этом оригинальные фигуры ангелов были утрачены. Их заменили картинами. В нижнем ряду слева направо изображены император Генрих III, святые покровители собора Симон, Апостол Матфий и Иуда, а также еще одна императорская фигура, которую невозможно идентифицировать.
Внутри среди прочих экспонатов можно увидеть копию Кайзертрона, который изначально находился в Соборной церкви. Оригинал выставлен в музее в одном из нижних помещений дворца. Бронзовые подлокотники и спинка, украшенные орнаментом, датируются второй половиной XI века, ограждения из песчаника, окружающие сиденье, изготовлены несколько позже. Трон украшен фигурками животных и мифических существ. Кайзертрон служил Генриху IV, Рудольфу фон Швабену (фон Райнфельден) и Герману фон Зальму. Наряду с троном Карла Великого в Аахене и троном Генриха II в западном склепе собора святого Эммерама в Регенсбурге, Кайзертрон является единственным сохранившимся троном императора Священной римской империи эпохи Средневековья. Он был приобретен принцем Карлом Прусским в 1840-х годах и помещён во дворе средневекового монастыря при замке Глинике недалеко от Потсдама. Перейдя во владение Гогенцоллернов, Кайзертрон также пригодился императору Вильгельму I при открытии первого германского рейхстага 21 марта 1871 года.

### Императорская капелла
Нижний придел двойной капеллы св. Ульриха представляет собой здание, имеющее в основании форму креста, с четырьмя круглыми апсидами. Верхняя капелла восьмиугольная. Такая конструкция уникальна для Германии и может быть объяснена более поздней переделкой. Верхняя капелла изначально предназначалась для императорской семьи и с севера граничила непосредственно с жилым дворцом. Ещё одно связующее звено — лестничная башня, примыкающая к зданию. От этой башни также есть коридор к покоям императора в южной части дворца.
В нижней капелле, прямо в центре, находится саркофаг, крышу которого украшает фигура, изготовленная примерно в середине XIII века. Это лежащий Генрих III в натуральную величину. Голова императора покоится на подушке, у его ног лежит собака. В правой руке монарх держит скипетр, в левой ― модель церкви. В саркофаге в восьмиугольной позолоченной капсуле находится сердце Генриха III.

### Церковь Богоматери
Церковь Богоматери (императорская капелла Sanctae Mariae virginis, известна также как Marienkapelle) представляла собой центральное квадратное в основании здание с длиной каждой стороны фасадов почти 10 метров. К нему с востока примыкали три апсиды, а с противоположной стороны — сооружение с двумя круглыми башнями. Здание было двухэтажным. Первый этаж с выходом на южную сторону предназначался для простолюдинов. На верхний этаж, который, вероятно, был выложен мрамором, допускались только члены императорской семьи и их приближённые. Это помещение имело прямое сообщение с императорским покоями в западной части дворца.

## Современное использование
Сегодня императорский дворец является одной из главных туристических достопримечательностей города Гослар и всего региона Гарц. Комплекс открыт для посещения круглый год. Проводятся экскурсии. Здесь регулярно проходят выставки.

## Галерея

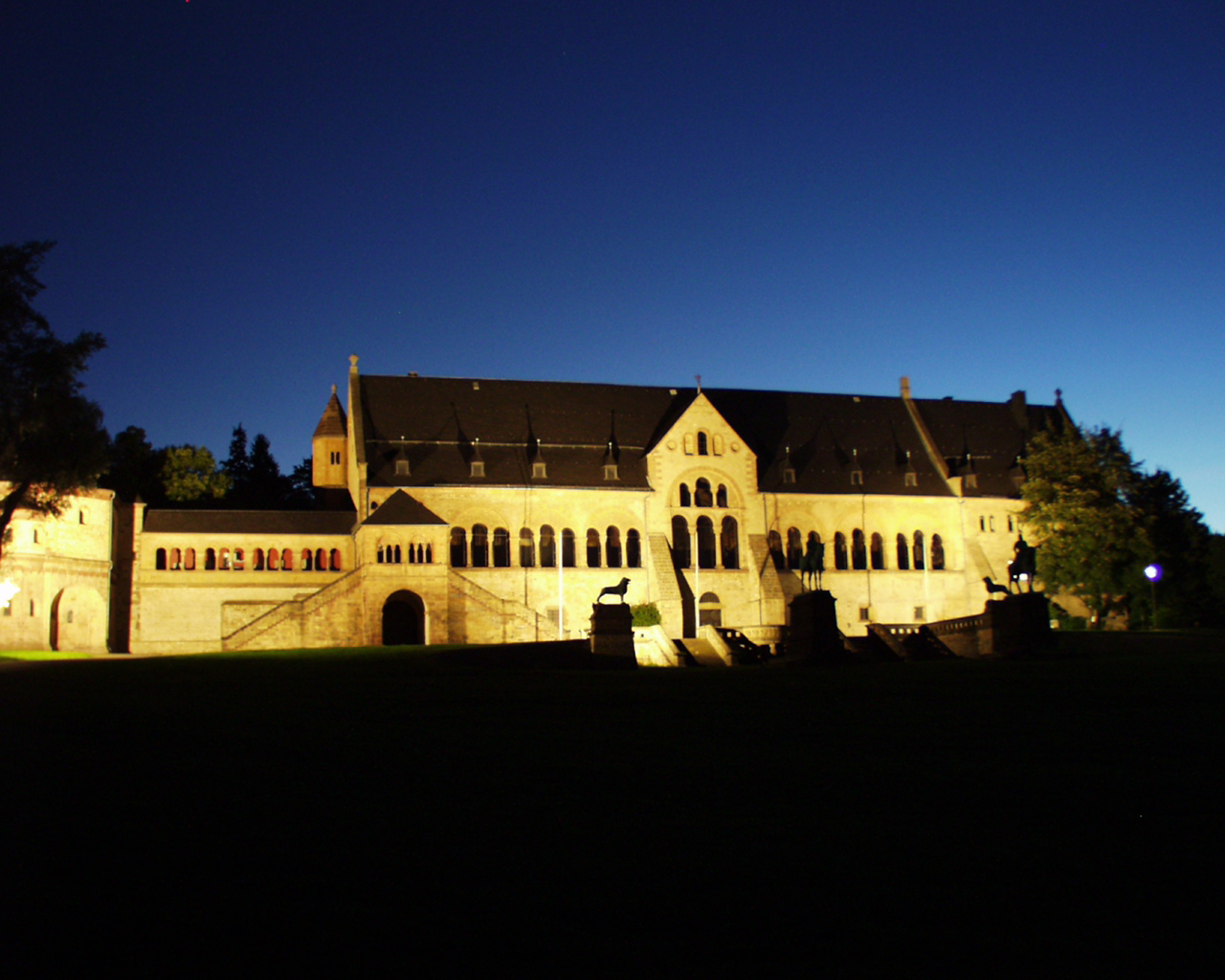
Ночная подсветка дворца
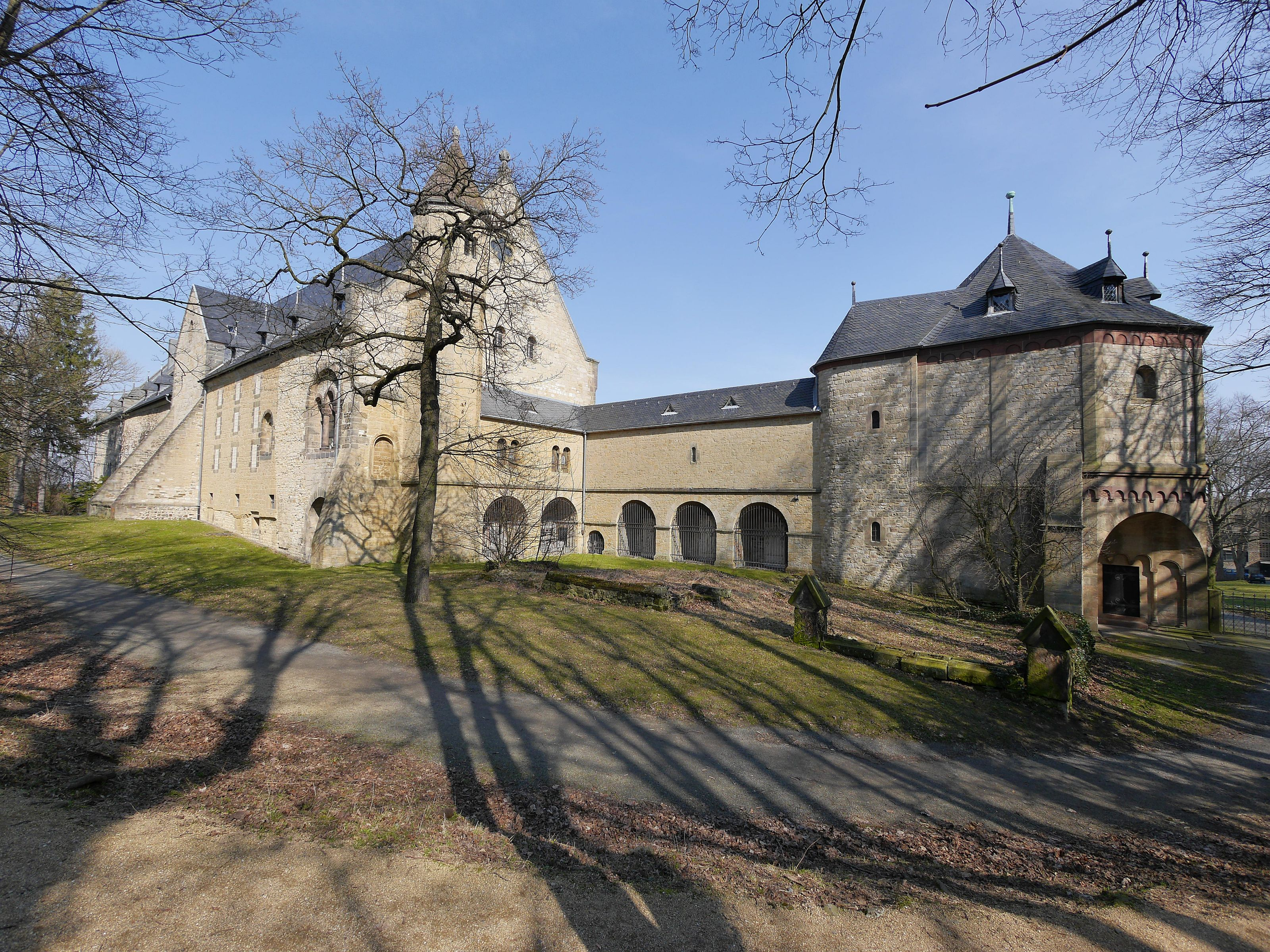
Вид дворца с западной стороны
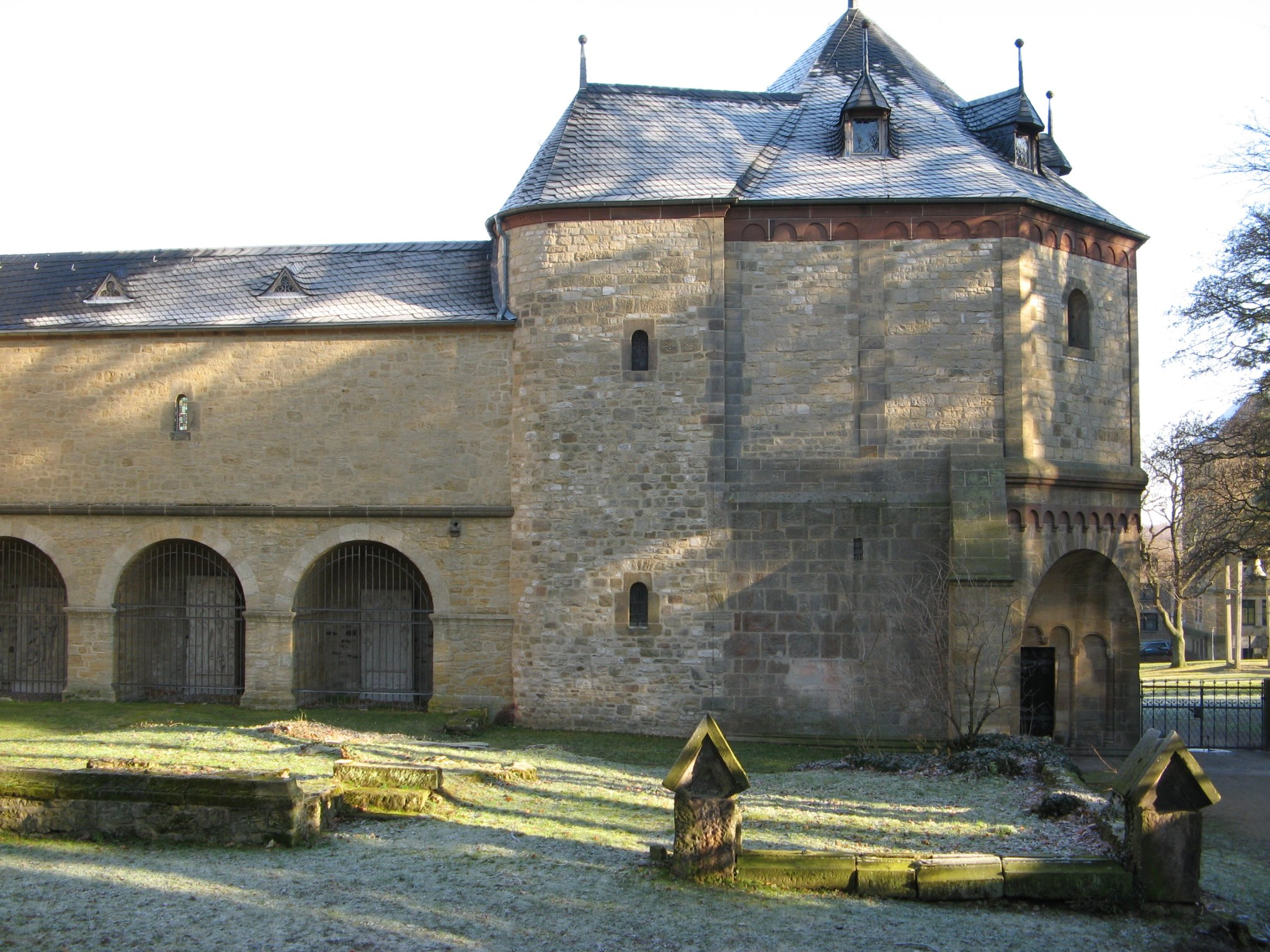
Двойная капелла
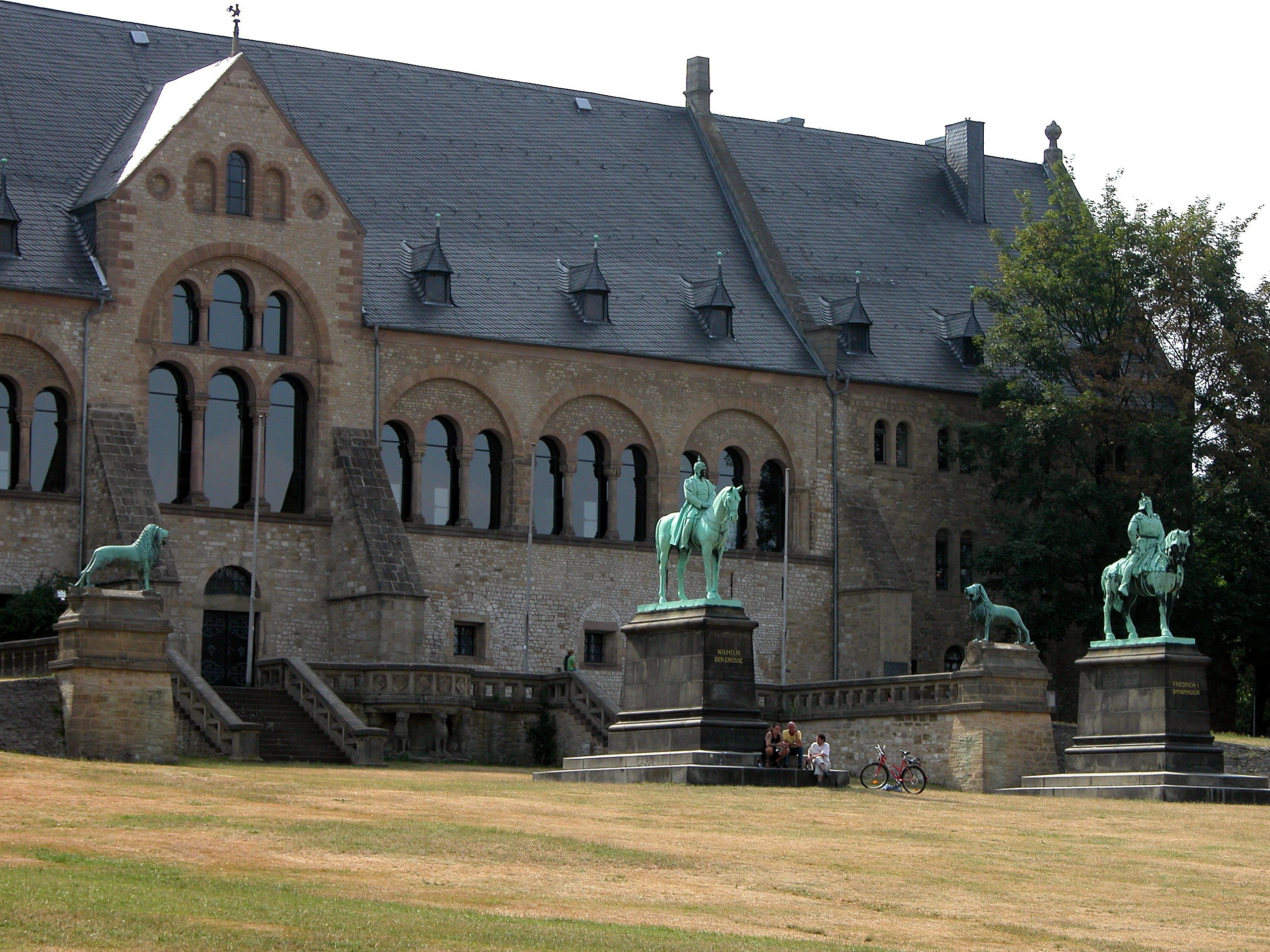
Фасад дворца с восточной стороны
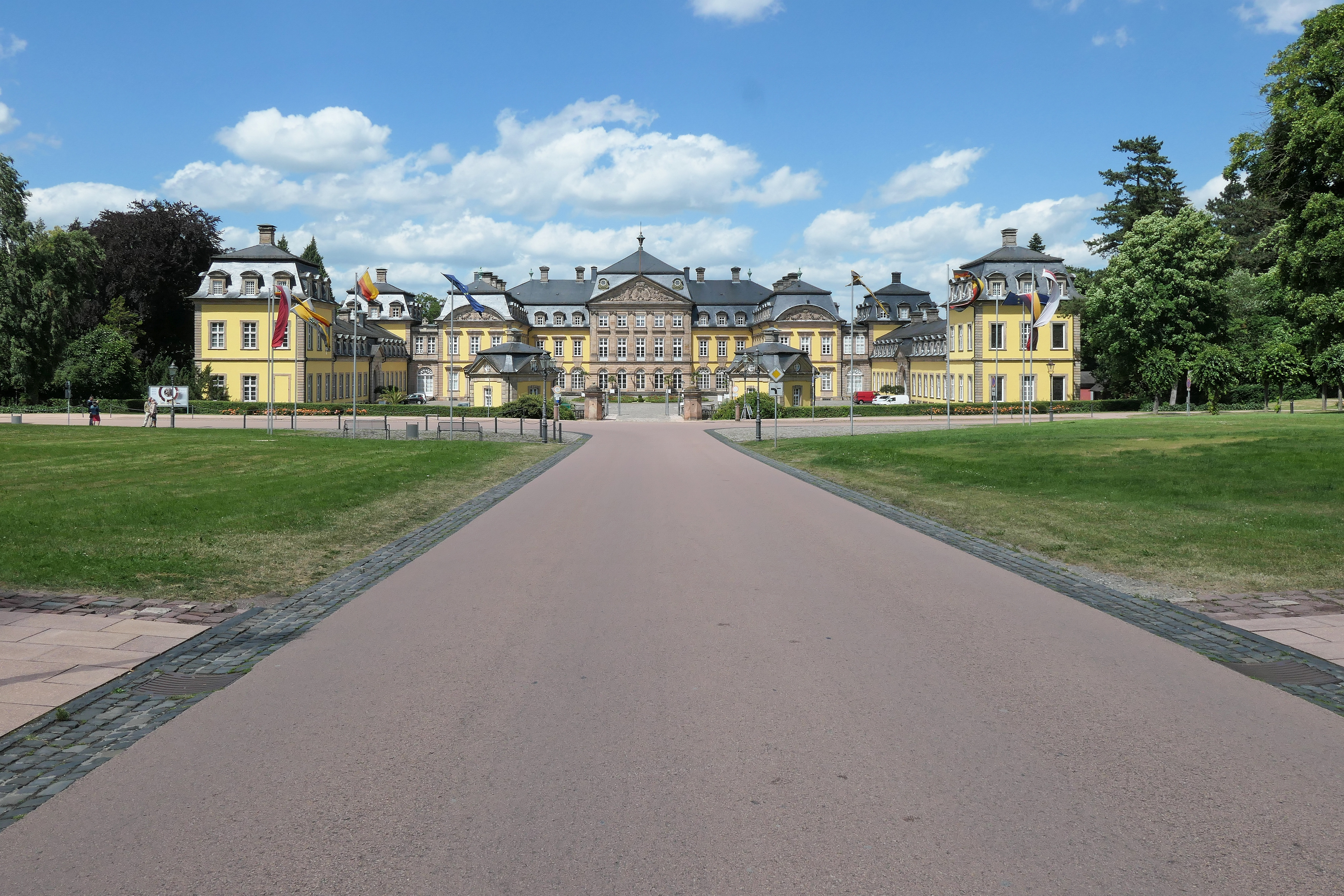
Общая панорама замка